# 계명대학교 대구동산병원
계명대학교 대구동산병원(啓明大學校 大邱東山病院, KEIMYUNG UNIVERSITY DAEGU DONGSAN HOSPITAL)은 계명대학교 학교 법인 산하의 종합병원이다. 대구동산병원의 건물은 2019년 4월 계명대학교 동산병원이 대구시 달서구로 이전하기 전까지 사용하던 건물이다.

## 연혁
- 2019년 4월 9일 계명대학교 대구동산병원 개원 (대구광역시 중구 달성로 56)

## 관련 기관
- 계명대학교 의과대학
- 계명대학교 간호대학
- 계명대학교 동산병원
- 경주동산병원

## 의료선교박물관
의료선교박물관은 대구동산병원 내에 있는 박물관이다. 100여 년에 걸친 대구지역 선교·의료·교육의 역사를 보여주는 자료들을 전시하고 있다.
관람시간은 오전 10시부터 오후 5시까지이고 관람료는 무료이며, 휴일에는 휴관한다.
- 선교박물관 (선교사 스윗즈 주택, 대구시 유형문화재 제24호)
- 의료박물관 (선교사 챔니스 주택, 대구시 유형문화재 제25호)
- 교육역사박물관 (선교사 블레어 주택, 대구시 유형문화재 제26호)